# Бурглауер
Бурглауер (нім. Burglauer) — громада в Німеччині, розташована в землі Баварія. Підпорядковується адміністративному округу Нижня Франконія. Входить до складу району Рен-Грабфельд. Складова частина об'єднання громад Бад-Нойштадт-ан-дер-Заале.
Площа — 13,95 км2. Населення становить 1748 ос. (станом на 31 грудня 2020).

## Галерея

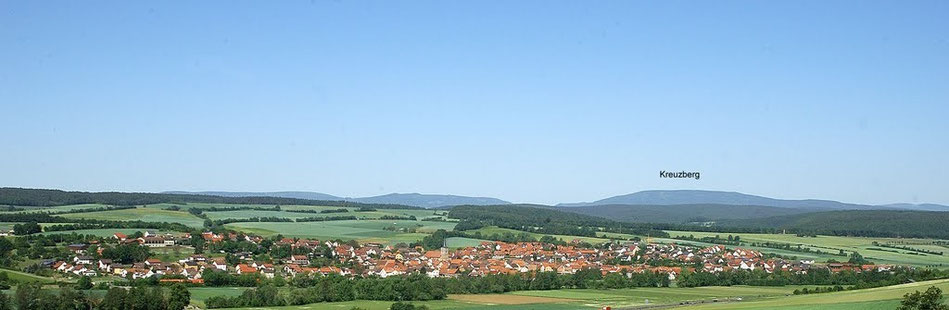